# Говард, Джордж, 9-й граф Карлайл
Джордж Говард, 9-й граф Карлайл (англ. George Howard, 9th Earl of Carlisle; 12 августа 1843 — 16 апреля 1911) — британский политик и художник, последний владелец родового замка Касл-Ховард.

## Ранняя жизнь
Ховард родился в Лондоне 12 августа 1843 года. Был единственным сыном Чарльза Говарда и Мэри Парк, которая умерла через четырнадцать дней после его рождения.
Его отец был пятым сыном Джорджа Говарда, 6-го графа Карлайла и младшим братом Джорджа Говарда, 7-го графа Карлайла, и Уильяма Джорджа Говарда, 8-го графа Карлайла, которые оба умерли бездетными.
Он получил образование в Итоне и Тринити-колледже в Кембридже, а после окончания Кембриджа учился в Лондонской Школе изящных искусств.

## Карьера
Учителями рисования Говарда были Альфонс Легро и Джованни Коста, вместе с которыми он примкнул к «этрусской школе» художников. В 1864 году граф Карлайл женился на Розалинд Фрэнсис Стэнли, благодаря которой стал покровителем ряда артистов-прерафаэлитов, особенно близких к Эдварду Бёрн-Джонсу.
Говарды попеременно жили в Лондоне, в Кенсингтоне, в доме построенном для них архитектором Филипом Уэббом в 1870 году и в замке Наворт, куда приходили Роберт Браунинг, Уильям Гладстон, Льюис Кэрролл. Особенно близким другом слыл Уильям Моррис, вместе с которым граф Карлайл учредил Общество защиты древних зданий.

### Политическая карьера
Между 1879 и 1880 и снова между 1881 и 1885 годами Джордж Говард был членом Палаты общин от Либеральной партии Великобритании; в 1889 году по смерти его дяди 8-го графа Карлайла унаследовал его титул и место в Палате лордов.

## Личная жизнь
4 октября 1864 года лорд Карлайл женился на достопочтенной Розалинд Фрэнсис Стэнли, дочери Эдварда Стенли, 2-го барона Стэнли из Олдерли, в браке родилось одиннадцать детей:
- Мэри Генриетта Говард (1865—1956), жена филолога-классика Гилберта Марри.
- Чарльз Джеймс Стэнли Говард, 10-й граф Карлайл (1867—1912)
- Сесилия Говард (ум. 1947)
- Юбер Джордж Люльф Говард (1871—1898)
- Кристофер Эдвард Говард (1873—1896)
- Оливер Говард (1875—1908)[19]
- Джеффри Уильям Алджернон Говард (1877—1935)[20]
- Майкл Фрэнсис Стаффорд Говард (1880—1917)
- Дороти Говард (ум. 1968)
- Элизабет Дакр Говард (1883—1883)
- Аурея Говард (род. 1884)

Граф Карлайл умер в Брэкленде (Суррей), в апреле 1911 года, в возрасте 67 лет, ему наследовал старший сын Чарльз. Графиня Карлайл умерла 12 августа 1921 года в возрасте 76 лет.